# Цзян Юйюань
Цзян Юйюа́нь (кит. упр. 江钰源, пиньинь Jiāng Yùyuán; род. 1 ноября 1991) — китайская гимнастка. На Олимпийских играх 2008 в Пекине завоевала золотую медаль в командном первенстве (в составе сборной КНР). В мае 2008 года в преддверии Олимпийских игр победила на чемпионате Китая в абсолютном первенстве, обойдя чемпионку прошлого года Ян Илинь и Дэн Линьлинь. Серебряная медалистка Чемпионата мира в абсолютном личном первенстве (2010) и трёхкратная медалистка в командном (2007, 2010, 2011).